# MIDI
|  | Per a altres significats, vegeu «teclat MIDI». |

MIDI, acrònim de Musical Instrument Digital Interface (interfície digital d'instruments musicals) és un estàndard tècnic de comunicació entre equips musicals electrònics utilitzat en informàtica musical que permet l'intercanvi d'informació entre diversos equips musicals connectats i també entre aquests i un ordinador personal.

## Història
L'estàndard MIDI va ser inicialment proposat en un document dirigit a la Audio Engineering Society per Dave Smith, president de la companyia Sequential Circuits en 1981. La primera especificació MIDI es va publicar l'agost de 1983.

## Estructura
Capa física (PHY)
- Un instrument MIDI es comunica amb instruments mitjançant cables i els seus connectors d'entrada i de sortida, normalment aquests acostumen a tenir com a mínim els connectors IN i OUT, i també sovint el connector THRU. (veure Fig.1). Màxima longitud de cable fins a 15m.

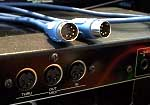
Fig.1 Connectors i cable MIDI

- Fig.1 Connectors i cable MIDIBus de tipus sèrie en mode asíncron.
- Emissor i receptor aïllats elèctricament mitjançant optoacobladors.
- Velocitat de transmissió de 31,25 Kbit/s
- Codificació física : llaç de corrent (0 lògic=5mA, 1 lògic=0mA)[3]
- La unitat d'informació MIDI és 10 bits : 1 bit d'inici + 1 byte (1bit (status/data), 7 bits d'informació) + 1 bit de final (no hi ha bit de paritat)

Capa d'enllaç de dades (MAC)
- Una trama MIDI consisteix d'1 byte d'status (que indica el tipus de missatge), seguit per 1 o 2 bytes que contenen paràmetres d'informació.
  - Tipus de missatge : 
    - Channel Voice
    - Channel Mode
    - System Common
    - System Real-Time
    - System Exclusive

Capa d'Aplicació
Els fitxers que contenen informació midi tenen l'extensió ".mid" i generalment ocupen poc espai en memòria. La informació MIDI pot fer referència a notes particulars, identificar bancs i sons ("patches") de sintetitzadors, valors de diferents paràmetres de control (velocitat, modulació, tonalitat...), entre d'altres.